# Calvagese della Riviera
Calvagese della Riviera é uma comuna italiana da região da Lombardia, província de Bréscia, com cerca de 2.522 habitantes. Estende-se por uma área de 11 km², tendo uma densidade populacional de 229 hab/km². Faz fronteira com Bedizzole, Lonato, Muscoline, Padenghe sul Garda, Polpenazze del Garda, Prevalle, Soiano del Lago.

## Demografia
| Variação demográfica do município entre 1861 e 2011                               |
|                                                                                   |
| Fonte: Istituto Nazionale di Statistica (ISTAT) - Elaboração gráfica da Wikipedia |